# Senthamizhan Seeman
Pour les articles homonymes, voir Seeman.
 (avril 2024).
La mise en forme du texte ne suit pas les recommandations de Wikipédia : il faut le « wikifier ».
Les points d'amélioration suivants sont les cas les plus fréquents. Le détail des points à revoir est peut-être précisé sur la page de discussion.
- Les titres sont pré-formatés par le logiciel. Ils ne sont ni en capitales, ni en gras.
- Le texte ne doit pas être écrit en capitales (les noms de famille non plus), ni en gras, ni en italique, ni en « petit »…
- Le gras n'est utilisé que pour surligner le titre de l'article dans l'introduction, une seule fois.
- L'italique est rarement utilisé : mots en langue étrangère, titres d'œuvres, noms de bateaux, etc.
- Les citations ne sont pas en italique mais en corps de texte normal. Elles sont entourées par des guillemets français : « et ».
- Les listes à puces sont à éviter, des paragraphes rédigés étant largement préférés. Les tableaux sont à réserver à la présentation de données structurées (résultats, etc.).
- Les appels de note de bas de page (petits chiffres en exposant, introduits par l'outil «  Source ») sont à placer entre la fin de phrase et le point final[comme ça].
- Les liens internes (vers d'autres articles de Wikipédia) sont à choisir avec parcimonie. Créez des liens vers des articles approfondissant le sujet. Les termes génériques sans rapport avec le sujet sont à éviter, ainsi que les répétitions de liens vers un même terme.
- Les liens externes sont à placer uniquement dans une section « Liens externes », à la fin de l'article. Ces liens sont à choisir avec parcimonie suivant les règles définies. Si un lien sert de source à l'article, son insertion dans le texte est à faire par les notes de bas de page.
- La présentation des références doit suivre les conventions bibliographiques. Il est recommandé d'utiliser les modèles {{Ouvrage}}, {{Chapitre}}, {{Article}}, {{Lien web}} et/ou {{Bibliographie}}. Le mode d'édition visuel peut mettre en forme automatiquement les références.
- Insérer une infobox (cadre d'informations à droite) n'est pas obligatoire pour parachever la mise en page.

Pour une aide détaillée, merci de consulter Aide:Wikification.
Si vous pensez que ces points ont été résolus, vous pouvez retirer ce bandeau et améliorer la mise en forme d'un autre article.
Senthamizhan Seeman est un homme politique, un réalisateur ainsi qu'un acteur Tamoul. Il a pris la relève du parti politique que S.P Aatittanaar a fondé, le parti "Naam Tamilar Kaatchi" qu'il dirige désormais. Il défend la nation Tamoul ainsi que l'idée que les Tamouls doivent régner sur le Tamil Nadu.

## Biographie
Seeman est né en 1966 dans le district de Sivagangai à Aranaiyuur au Tamil Nadu. Il obtient un diplôme en économie. Son père était un membre du Congrès. Au lycée et lors de ses années universitaires il a été attiré par les idéaux du mouvement Dravidien au pays Tamoul. Afin de réaliser son rêve de travailler dans les films Tamouls il déménage à Chennai.

## Soutien au Tamil Eelam
Seeman soutient le chef des Tigres de libération du Tamil Eelam V.Prabakaran. Il l'a rencontré en 2008 et déclare qu'avant cette rencontre il était un homme de Karunanidhi, En 2008 il est emprisonné pour son discours à Rameswaram en soutien au peuple Tamoul qui subissait les crimes contre l'humanité commis par le Sri Lanka pendant la guerre. Il est emprisonné une nouvelle fois pour un discours à Erode.

## Vie politique

### Le parti politique "Naam Tamilar Kaatchi"
Durant une certaine période il suit le parti Dravida Munetra Kalagam (D.M.K).
À la suite des atrocités perpétrées par l'armée sri lankaise contre les Tamouls en mai 2009 il décide de lancer un mouvement "Naam Tamilar" qui va participer à beaucoup d'actions politiques. Le 10 mai 2010 il annonce que son mouvement devient un parti politique. Par le biais de ce parti il défend un Tamil Eelam indépendant, demande l'abrogation des peines de morts à l'encontre de Caantan, Murukan, Peerarivaalan et demande leurs remises en liberté, ils ont été inculpé pour l'assasinat de Rajiv Ghandi. Il critique la visite de Mahinda Rajabaksha, anciennement président du Sri Lanka au sein de l'Union Indienne. Il proteste contre le projet de récupération de méthane sous terres où l'Inde collabore avec le secteur privé dans les districts de Thiruvarur et Thanjavur auxquelles s'opposent également les agriculteurs. Il a condamné les gouvernements du Kerala et du Karnataka pour avoir bloqué la circulation de l'eau vers le Tamil Nadu et s'oppose à l'utilisation du Sanskrit ainsi que du l'Hindi au pays Tamoul,.

### Activité Politique (2011-2019)
Après sa libération de la prison de Veeluur à la suite de cinq mois d'emprisonnement, il lutte pour la défaite du Congrès en 2011 aux élections du Lok Shaba et soutiendra l'AIADMK. Il fait campagne dans 59 des 63 circonscriptions contestés par le Congrès et le parti a été vaincus sauf dans une circonscription.

## Auteur
Il est l'auteur de 2 livres :
- வென்றது ஆரியம் துணை  நின்றது திராவிடம் (2010)
- திருப்பி அடிப்பேன்